# Veronica polium
Veronica polium är en grobladsväxtart som beskrevs av Peter Hadland Davis. Veronica polium ingår i släktet veronikor, och familjen grobladsväxter. Inga underarter finns listade i Catalogue of Life.